# Matthias de Zordo
Matthias de Zordo, né le 21 février 1988 à  Bad Kreuznach, est un athlète allemand spécialiste du lancer du javelot.

## Biographie
Il remporte le titre des Championnats d'Europe juniors 2007 devant l'Ukrainien Roman Avramenko avec un lancer à 78,59 m. 
En 2010, Matthias de Zordo établit la meilleure performance de sa carrière lors du meeting de Schönebeck en réalisant 84,38 m. Il remporte son premier titre senior de champion d'Allemagne, puis s'impose lors du concours des Championnats d'Europe par équipes de Bergen avec la marque de 83,80 m, devançant de près de 80 cm le Norvégien Andreas Thorkildsen. Ce dernier prend sa revanche lors des championnats d'Europe à Barcelone où il réalise 88,37 m, devançant l'Allemand d'un peu plus de 50 centimètres. De Zordo bat cependant son record personnel en le faisant évoluer de 84,38 m à 87,81 m. Sélectionné dans l'équipe d'Europe lors de la première édition de la Coupe continentale d'athlétisme, à Split, il termine troisième du concours avec 82,89 m, derrière Andreas Thorkildsen et Gerhardus Pienaar. 
Aux Championnats du monde de Daegu, en septembre 2011, il prend la première place dès le premier jet avec 86,27 m, pour ne plus la lâcher, malgré une blessure soignée en zone mixte qui l'empêche d'effectuer deux essais. Le Norvégien Andreas Thorkildsen qui l'avait devancé à Barcelone l'année précédente termine deuxième et le Cubain Guillermo Martínez complète le podium. Lors de la finale de la Ligue de diamant, au Mémorial Van Damme de Bruxelles, De Zordo améliore son record personnel en réalisant 88,36 m à son 3e essai. Déjà vainqueur à Oslo, et deuxième à Birmingham et Stockholm, il termine en tête du classement général final, devant Andreas Thorkildsen et Vadims Vasiļevskis.

## Palmarès

### International
| Date | Compétition                          | Lieu               | Résultat | Marque  |
| ---- | ------------------------------------ | ------------------ | -------- | ------- |
| 2005 | Fest. olympique de la jeunesse euro. | Lignano Sabbiadoro | 2e       | 70,62 m |
| 2007 | Championnats d'Europe juniors        | Hengelo            | 1er      | 78,59 m |
| 2009 | Championnats d'Europe espoirs        | Kaunas             | 8e       | 75,40 m |
| 2010 | Championnats d'Europe par équipes    | Bergen             | 1er      | 83,80 m |
| 2010 | Championnats d'Europe                | Barcelone          | 2e       | 87,81 m |
| 2010 | Ligue de diamant                     | Ligue de diamant   | 3e       | détails |
| 2010 | Coupe continentale                   | Split              | 3e       | 82,89 m |
| 2011 | Championnats d'Europe par équipes    | Stockholm          | 3e       | 77,86 m |
| 2011 | Championnats du monde                | Daegu              | 1er      | 86,27 m |
| 2011 | Ligue de diamant                     | Ligue de diamant   | 1er      | détails |

### National
- Championnats d'Allemagne d'athlétisme :
  - Junior : vainqueur en 2007, 2008 et 2009
  - Senior : vainqueur en 2010 et 2011, deuxième en 2009

## Records
| Épreuve           | Performance | Lieu      | Date              |
| ----------------- | ----------- | --------- | ----------------- |
| Lancer du javelot | 88,36 m     | Bruxelles | 16 septembre 2011 |